# To się zdarzyło w Monte Carlo
To się zdarzyło w Monte Carlo, inny tytuł Montecarlo (ang. The Monte Carlo Story) − amerykańsko-włoski komediodramat z 1956 roku w reżyserii Samuela A. Taylora. Główne role zagrali w nim Marlena Dietrich i Vittorio De Sica (obie gwiazdy łączyły chłodne stosunki). Zdjęcia kręcono w tytułowym Monte Carlo.

## Obsada
- Marlene Dietrich - Maria de Crevecoeur
- Vittorio De Sica - hrabia Dino della Fiaba
- Arthur O’Connell - Homer Hinkley
- Jane Rose - madame Edith Freeman
- Mischa Auer - Hector
- Clelia Matania - Sophia
- Truman Smith - Fred Freeman
- Alberto Rabagliati - Albert
- Carlo Rizzo - Henri
- Frank Colson - Walter Peeples
- Natalie Trundy - Jane Hinkley
- Renato Rascel - Duval